# Archive.today
Dit overzicht is mogelijk incompleet; u kunt helpen door het uit te breiden.
archive.today (voorheen archive.is) is een Engelstalige niet-commerciële website, die tot doel heeft reservekopieën van webpagina's te bewaren, zodat de inhoud ervan beschikbaar blijft als de oorspronkelijke pagina is verdwenen. Het archiveren gebeurt op verzoek van gebruikers. In sommige landen is de toegang tot de site geblokkeerd.
Het hoofdadres is archive.today, dat zo nodig doorverwijst naar archive.fo, archive.is, archive.li, archive.md, archive.ph, archive.vn of andere alternatieven. De website werd opgericht in 2012 en is geregistreerd bij de Amerikaanse registrar Tucows.